# Pedraza de Campos
Pedraza de Campos is een gemeente in de Spaanse provincie Palencia in de regio Castilië en León met een oppervlakte van 32,38 km². Pedraza de Campos telt 92 inwoners (1 januari 2016).

## Demografische ontwikkeling
Bron: INE, 1857-2011: volkstellingen